# Aromia moschata ambrosiaca
Aromia moschata ambrosiaca es una subespecie de escarabajo longicornio del género Aromia, tribu Callichromatini, subfamilia Cerambycinae. Fue descrita científicamente por Steven en 1809.
La especie se mantiene activa durante los meses de mayo, junio, julio, agosto y septiembre.

## Descripción
Mide 13-34 milímetros de longitud.

## Distribución
Se distribuye por Argelia, Armenia, Azerbaiyán, China, España, Georgia, Grecia, España, Irak, Irán, Italia, Líbano, Marruecos, Palestina, Portugal, Siria,  
Túnez y Turquía.